# Phoenicurus hodgsoni
El colirrojo de Hodgson (Phoenicurus hodgsoni) es una especie de ave paseriforme de la familia Muscicapidae propia de Asia.

## Distribución y hábitat
Se encuentra en el Himalaya oriental y sus estribaciones así como el este de la meseta tibetana, distribuido por Bután, China, el noreste de la India, Birmania y Nepal.
Su hábitat natural son los bosques y zonas de matorral.